# Iglesia de San Botulfo (Boston)
La iglesia de San Botulfo (en inglés: St Botolph's Church) es una iglesia medieval inglesa, una iglesia parroquial de la Iglesia de Inglaterra erigida en la ciudad de Boston (Lincolnshire). Es notable por su torre extraordinariamente alta, 81,31 m de alto, informalmente conocida como «Boston Stump» (tocón de Boston) desde su construcción. Durante mucho tiempo se utilizó como punto de referencia para los marineros, y en un día despejado se puede ver desde la ciudad de Norfolk.
El compositor John Taverner (1490-1545), que fue organista en la iglesia, está enterrado aquí.
San Botulfo es una de las 55 grandes iglesias que en 2019 integraban  la Greater Churches Network, la organización de las iglesias anglicanas que tienen proporciones similares a las de una catedral sin el título correspondiente.

## Contexto
La iglesia es una de las iglesias parroquiales más grandes de Inglaterra y tiene una de las torres medievales más altas del país. La torre tiene aproximadamente 81,31 m. Se puede ver a muchos kilómetros de distancia; su prominencia acentuada por el campo plano que la rodea conocido como The Fens (Los Pantanos).  En un día despejado, se puede ver desde East Anglia al otro lado de The Wash. El apodo, The Stump o Boston Stump, a menudo se usa cariñosamente como referencia para todo el edificio de la iglesia o para la comunidad parroquial que alberga.[cita requerida] El nombre formal es «Saint Botolph's Parochial Church of Boston». Se cree que el nombre «Boston» habría evolucionado a partir de «Botolph's Town» [ciudad de Botolph].

## Edificios anteriores
Las primeras leyendas inglesas dicen que la iglesia fue construida en el sitio de un antiguo monasterio fundado por Botulfo en 654. Como la principal fuente de este relato es la Anglo-Saxon Chronicle, la cuestión es muy controvertida. Los historiadores modernos creen que es mucho más probable que el monasterio de Botulfo estuviera ubicado en Iken en Suffolk.
La Boston Stump no es la primera iglesia construida en este sitio. Algunas evidencias arqueológicas indican que habría existido una iglesia normanda de madera y piedra más pequeña en la ubicación de la nave sur del edificio actual. Stukeley, el anticuario del siglo XVIII, menciona la existencia de grandes restos de piedra al sur de la iglesia. Las excavaciones de mediados del siglo XIX revelaron un pilar de piedra normando y una serie de ataúdes de la época.
La pequeña iglesia era inadecuada para una ciudad entonces en auge cuyos ingresos comerciales rivalizaban con los de Londres. El comercio se realizaba a través del mar del Norte con los Países Bajos. La ciudad también se convirtió en un centro teológico, con no menos de cuatro casas religiosas. A principios del siglo XIV, la parroquia comenzó a trabajar en un edificio mucho más grandioso, más apropiado para una ciudad próspera.
Históricamente, la transformación de una pequeña iglesia al equivalente de una catedral europea continental se inició en 1309 bajo  'Sir' John Truesdale, vicario de San Botulfo ('Sir', 'señor' era el título de los sacerdotes en ese momento). En ese período hubo cambios y agitación en todo el continente e Inglaterra siguiendo a las detenciones de los Caballeros Templarios por parte de Felipe IV de Francia el viernes 13 de octubre de 1307. Inglaterra se convirtió en un refugio para muchas personas con vínculos a ambos lados del canal, y hubo un aumento repentino en la construcción de edificios en toda Inglaterra. Durante aproximadamente los siguientes 20 años, la determinación teológica fue disputada entre la corona, la nobleza y el clero en Inglaterra. La agitación política de esos eventos llevó a la Guerra de los Cien Años y a la formación final de la Iglesia de Inglaterra en el siglo XVI.

## Cimentación y arquitectura

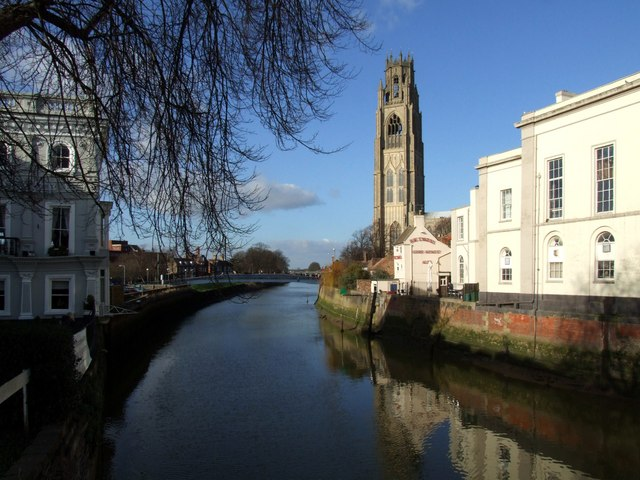
La torre, muy próxima al río.

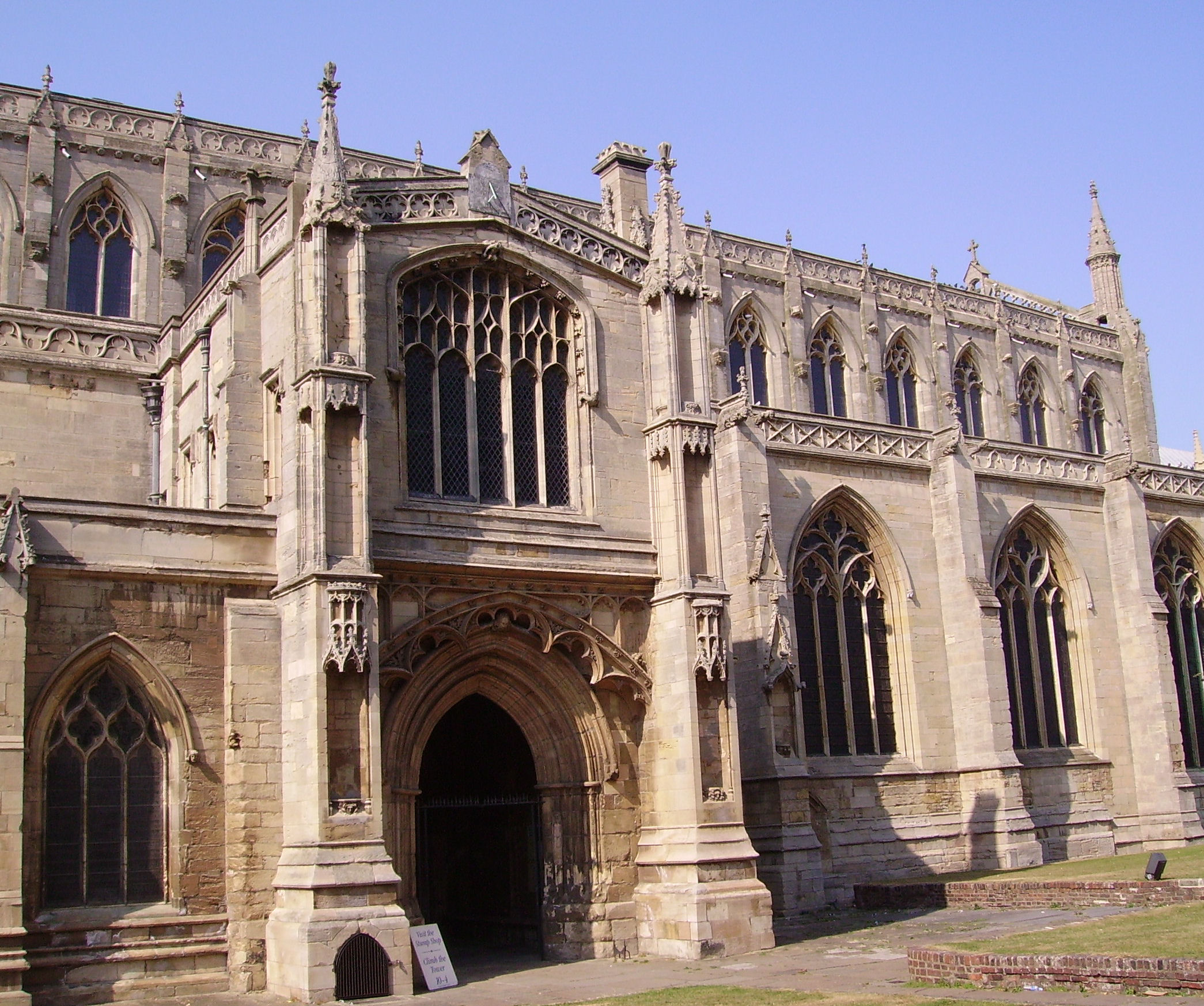
Portal lado meridional.

La iglesia existente se inició en 1309 por el extremo este, como era costumbre. Con el presbiterio ya construido, el trabajo llegó a la nave lateral sur y se siguió a través de la nave hasta su finalización hacia 1390. Los problemas de la cimentación, debido a la proximidad al río, retrasaron el progreso mientras que el presbiterio se ampliaba para apuntalar el edificio y dar una mayor estabilidad estructural al conjunto. Los pilares de la nave se habrían inclinado peligrosamente hacia el este. Este trabajo fue exitoso, dado que hoy la torre se inclina menos de medio centímetro, a pesar de su gran altura.
La torre no se inició hasta 1450, mediante la excavación de un hoyo profundo y ancho. Indicando la habilidad arquitectónica empleada por los constructores en ese momento, la torre permanece estructuralmente sólida y no ha requerido ningún trabajo de restauración para realinearla a pesar de que The Haven está a solo 10 m de distancia y las cimentaciones originales fueron construidas bajo el nivel del agua.
Se completó entre 1510 y 1520 en el estilo perpendicular que se había hecho popular durante gran parte del siglo XV. Una pasarela de aproximadamente dos tercios de la altura de la torre rodea los bordes, ofreciendo excelentes vistas desde the Wash en el este hacia Lincoln en el oeste. Alcanzada mediante 209 escalones, la pasarela también proporciona acceso al nivel de la torre con las campanas.
La torre está coronada con una linterna octogonal altamente decorada rodeada de pináculos, una de los menos de media docena de ejemplos medievales que sobreviven en Inglaterra. Otros, incluida la de la iglesia de la abadía de Bury St Edmunds, ahora están en ruinas.
La nave tiene 74 m de largo y 32 m de ancho, lo que hace que el espacio interno del edificio sea impresionante por su gran tamaño. Termina en el presbiterio abovedado que contiene el altar mayor en el extremo oriental de la iglesia. La iglesia fue abovedada en madera en el siglo XVIII, pero las bóvedas de la nave se eliminaron en el siglo XX.
El período relativamente corto de construcción de una iglesia tan grande fue bastante inusual en Inglaterra, y da una indicación de la riqueza de la ciudad de Boston. La mayoría de las iglesias de tamaño similar, en su mayoría catedrales, tardaron cientos de años en construirse debido a la constante escasez de fondos, dándoles una variedad de estilos diferentes como los mostrados por otras iglesias de East Anglia, como las catedrales de Ely o de Peterborough. The Stump se construyó en menos de 150 años, dándole una rara sensación de coherencia arquitectónica y unidad.
Algunos historiadores locales sugieren que el edificio debería de haber tenido una aguja construida sobre la parte superior de la linterna después de que se completara la construcción planificada de las capillas adyacentes. El trabajo posterior se hizo imposible por los cambios políticos que comenzaban a ocurrir en Inglaterra.

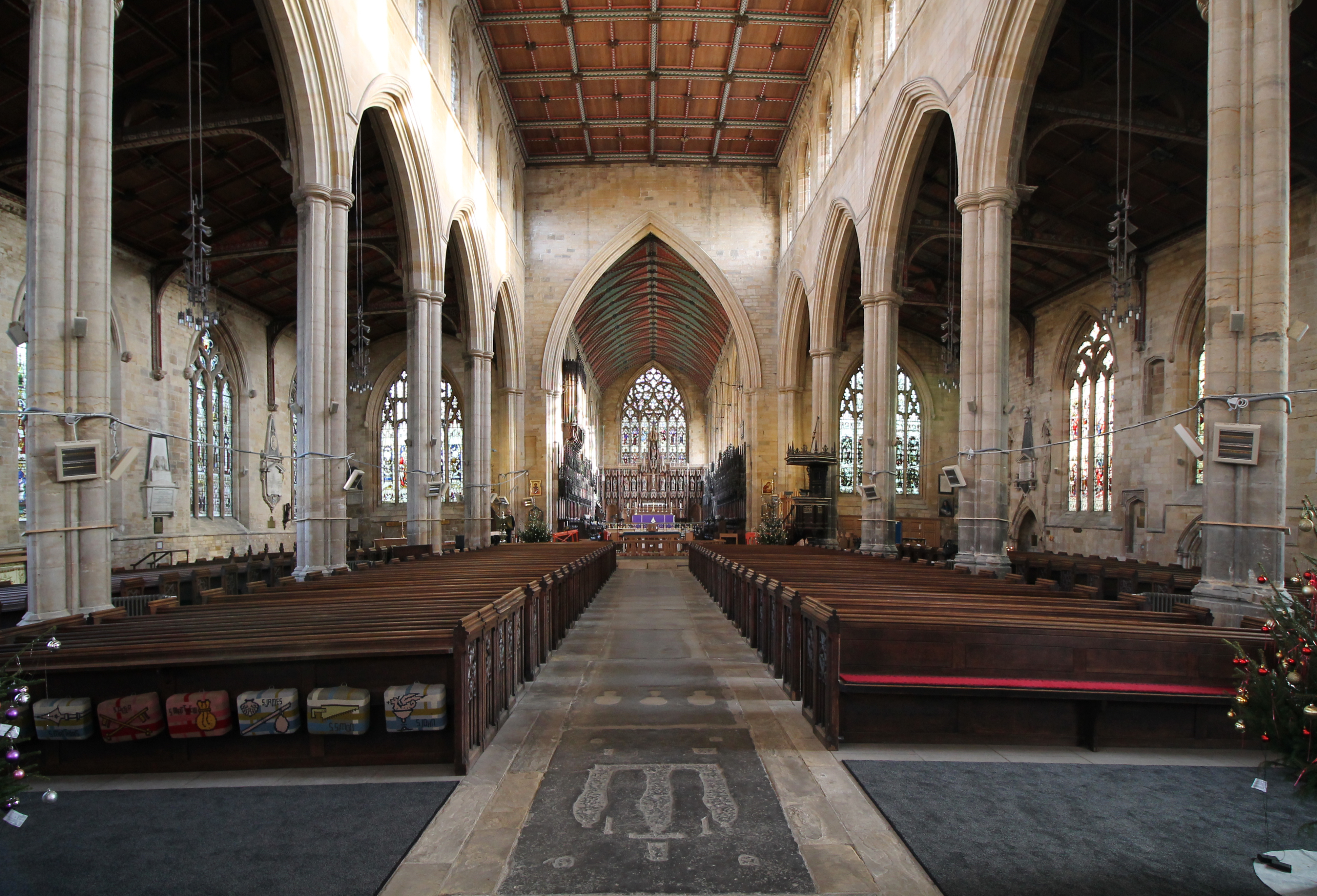
Vista interior de la nave mirando al este
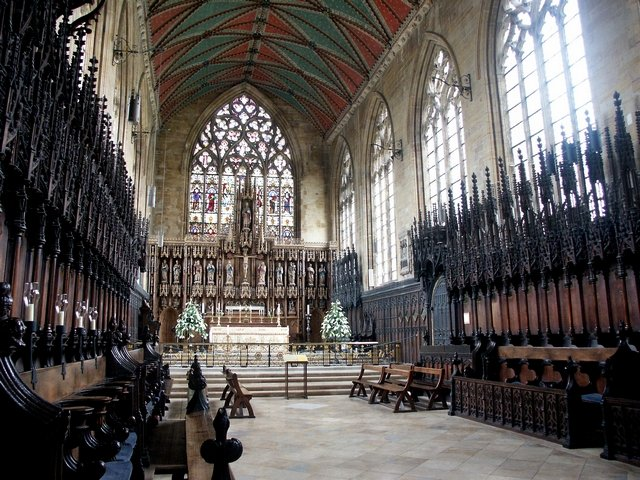
Nave desde el coro
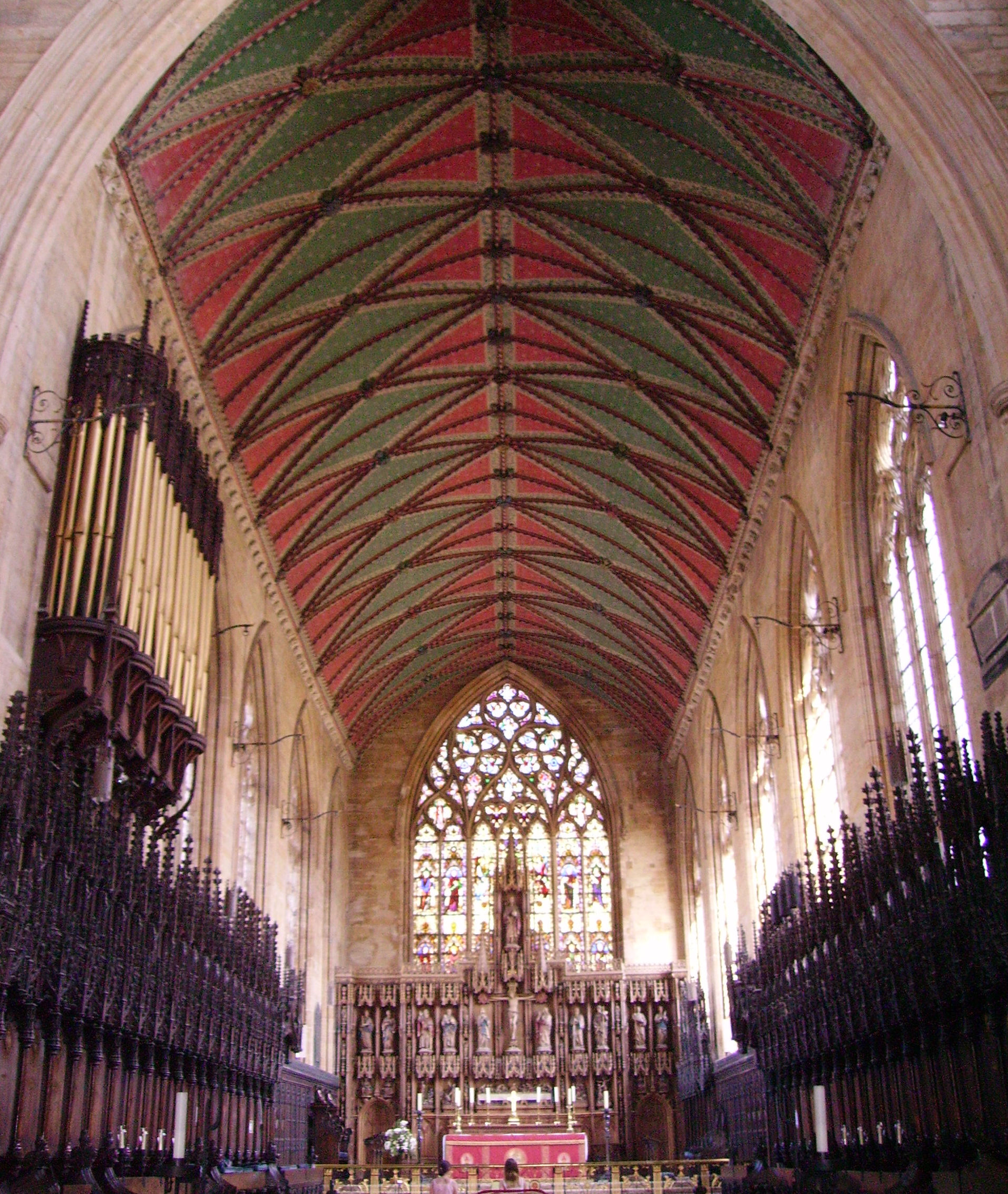
Detalle cubierta interior del presbiterio
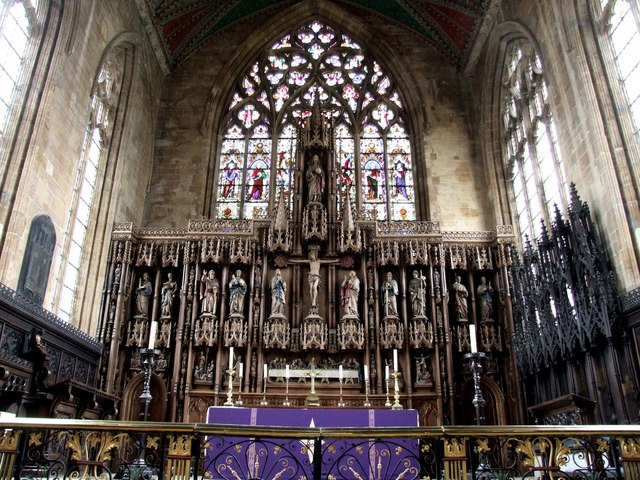
Vista del altar mayor
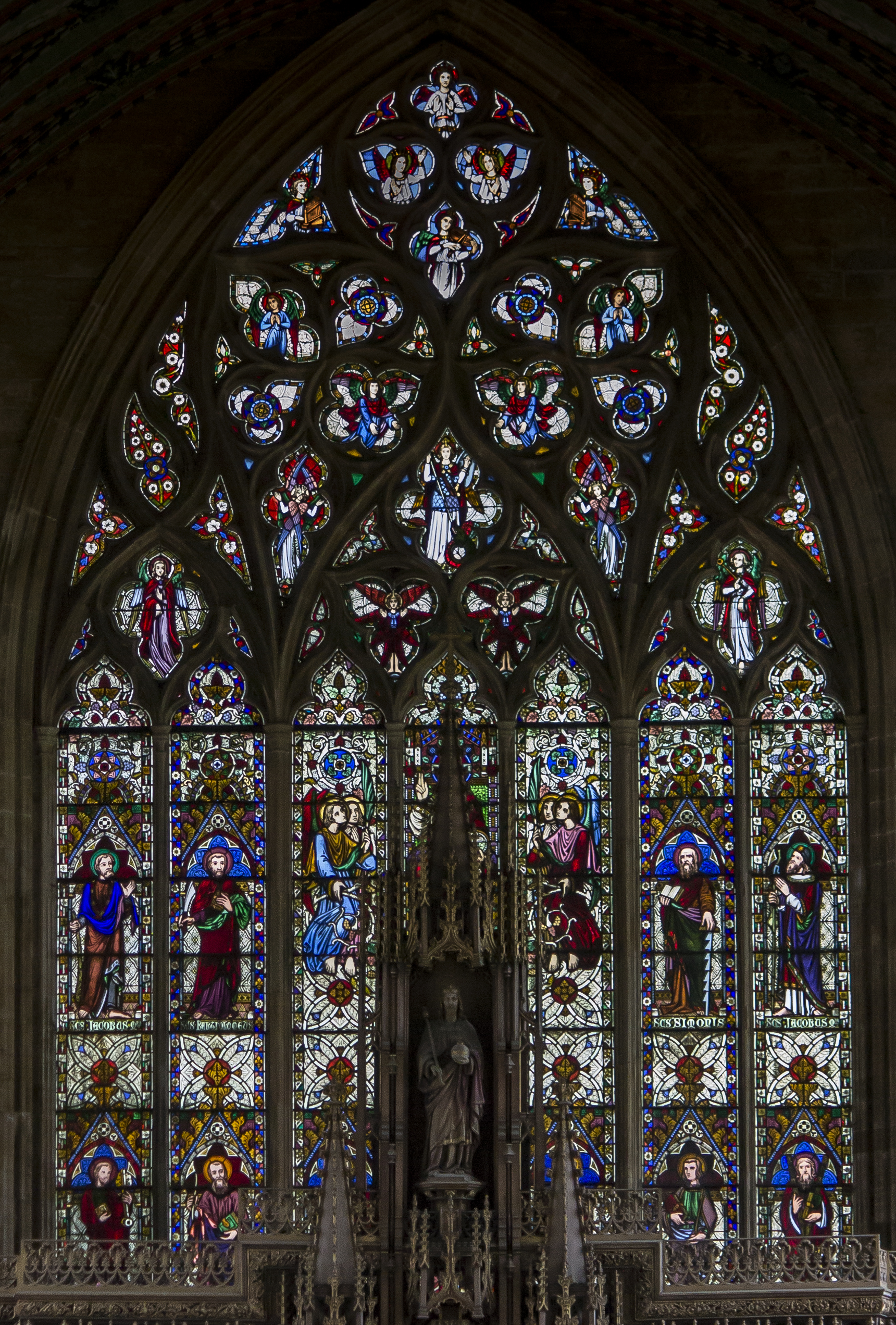
Detalle de la traceria y vidrieras de la ventana oriental

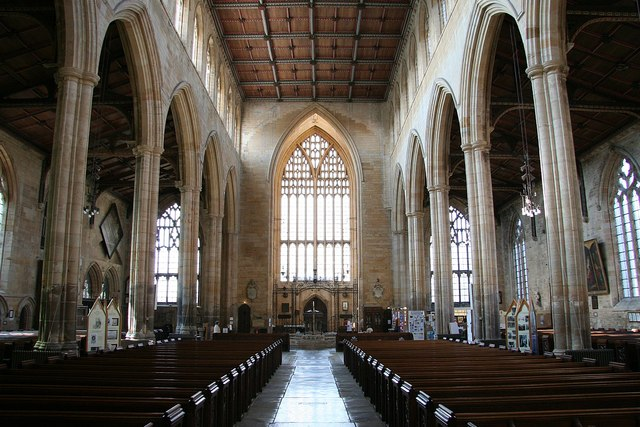
Interior de la nave mirando al oeste
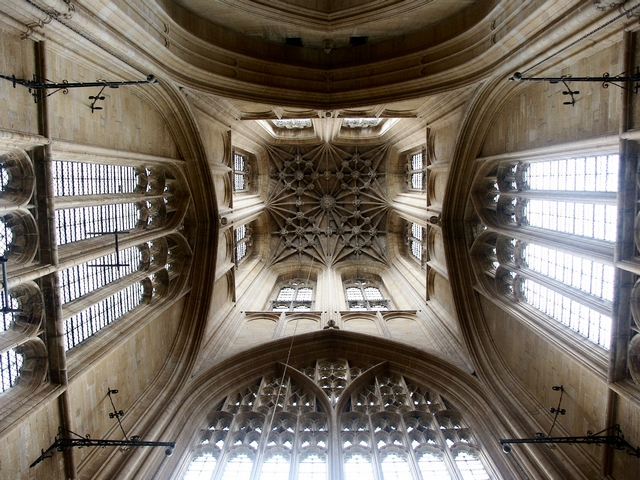
Vista interior de la torre del crucero
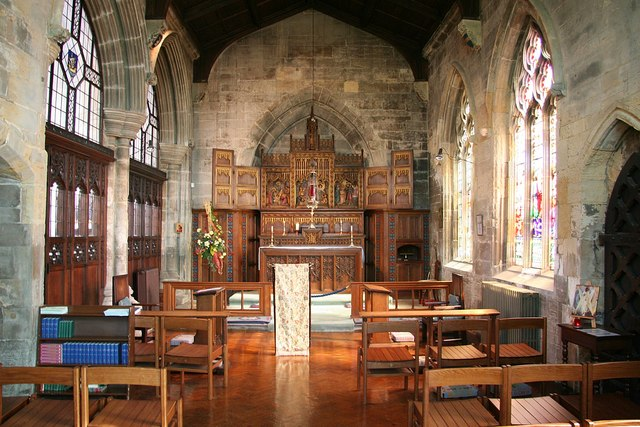
Capilla Cotton
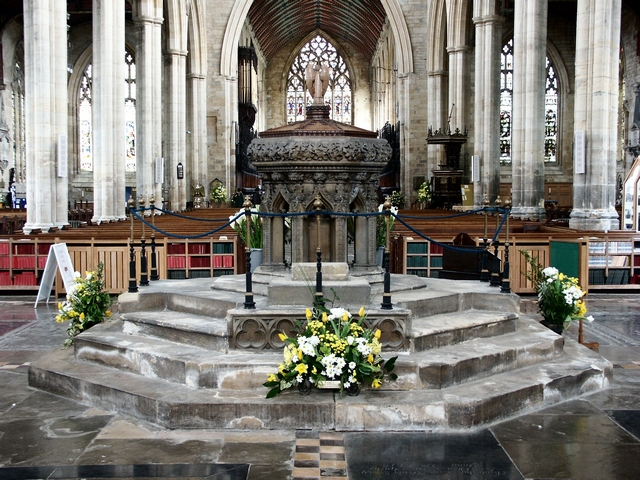
Pila bautismal
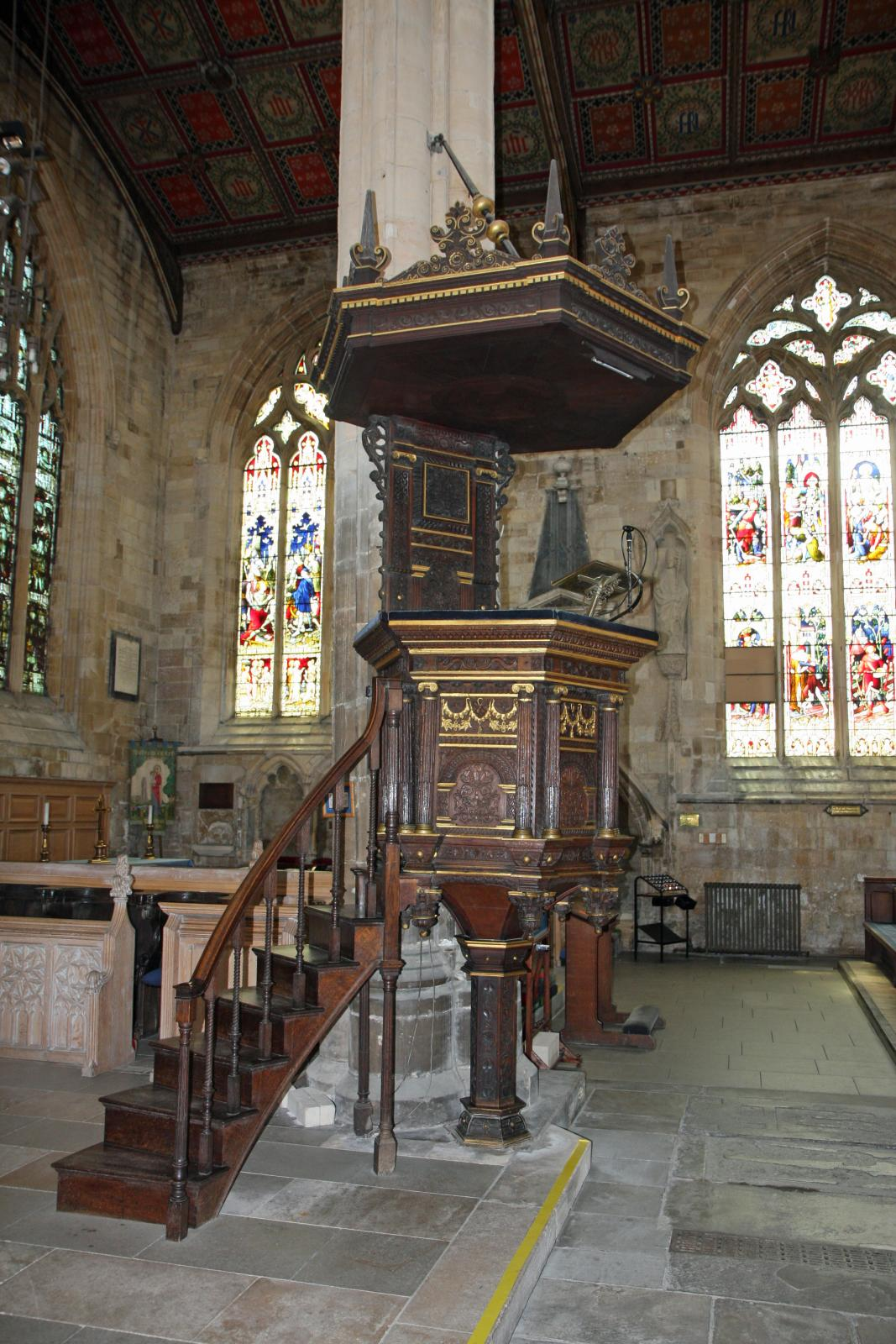
Púlpito

### Misericordias

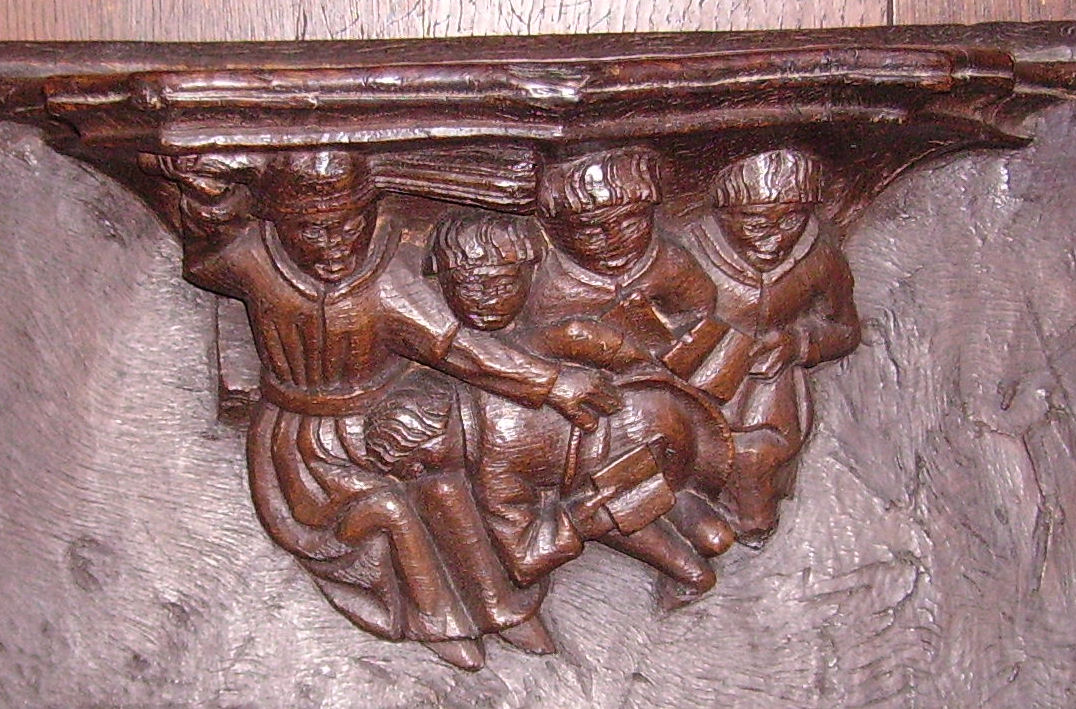
Misericordia n.º 3

San Botulfo tiene una serie de sesenta y dos misericordias —apoyos de la sitiales del coro— que datan de 1390. Los temas incluyen la mitología, la heráldica y algunas escenas cotidianas: NB-02, por ejemplo, «Master seated birching a boy who is trying to protect himself with a book. Three other boys are looking on» [Maestro sentado abedulizando a un niño que intenta protegerse con un libro. Otros tres niños están mirando], y NB-03 «Two jesters, each squeezing a cat under its arm and biting its tail» [Dos bufones, cada uno apretando un gato debajo de su brazo y mordiéndose la cola].

## Dimensiones y estadísticas
La iglesia de San Botulfo es la iglesia parroquial más ancha de Inglaterra, la más alta hasta el techo, y también una de las más grandes por superficie. La más grande por área de piso es la iglesia de la Santísima Trinidad en Hull, ahora conocida como Hull Minster.
- altura de la torre: 83,06 m[1].
- muros de la torre: 12,2 m
- altura interior de la torre a nivel del suelo: 41,8 m.
- alcance de las vistas desde la cima de la torre: 51,5 km.
- espacio interior: 1865 m²
- longitud de la nave: 74 m.
- ancho de la nave: 32 m.

Hay muchas dimensiones de la iglesia que se corresponden con fechas del calendario. El techo está soportado por 12 pilares (meses), la iglesia tiene 52 ventanas (semanas) y 7 puertas (días de la semana). Hay un total de 365 pasos hasta la punta de la torre (días del año). Hay 24 peldaños para la biblioteca (horas) y 60 peldaños para el techo (minutos y segundos).

## Importancia de la torre

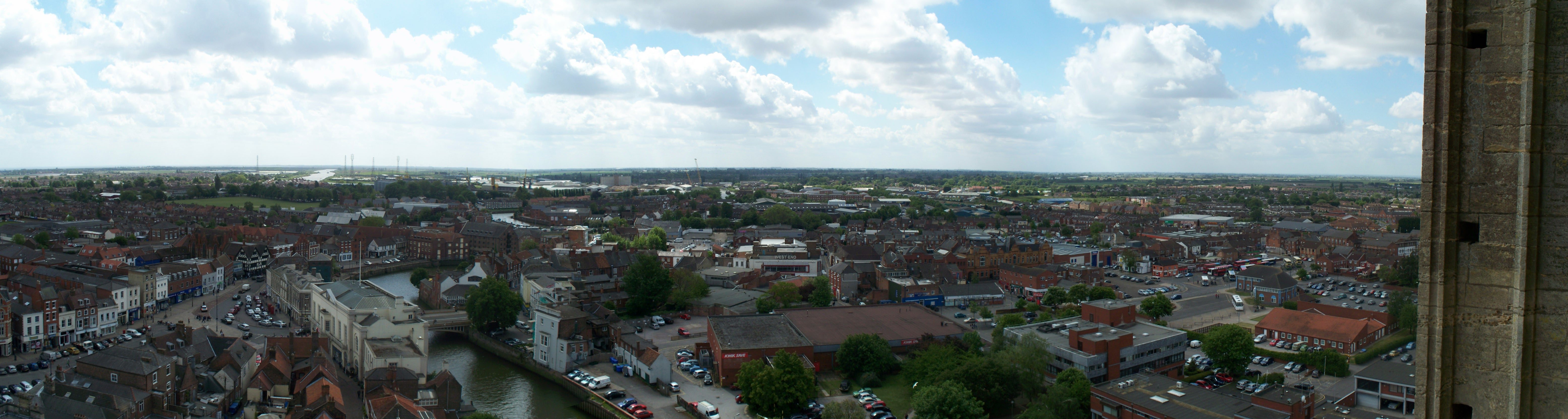
Panorama de la ciudad de Boston desde la torre

La torre de la Iglesia de San Botulfo tiene  83,06 m de altura,, lo que la convierte en la iglesia parroquial más alta de Inglaterra hasta el techo. Durante los últimos ciento treinta años, solo ha habido 26 campanas en the Stump. 15 campanas de carillón, 10 campanas colgadas para hacer sonar el círculo completo y la campana del santuario (27, incluida la vieja campana del barco).
La torre se usó como una referencia para los viajeros en The Fens y en The Wash. Se cree comúnmente que alguna vez se iluminó desde el interior de la torre para cumplir tal propósito tanto de noche como de día. La guía de George Jebb, Guide to the Church of St Botolph, with Notes on the History of Boston , menciona la existencia de anillos en la torre desde donde se podían colgar las luces, señalando que era una práctica popular. La precisión de esta referencia no se conoce. Pishey Thompson, en The History and Antiquities of Boston,  cita a Britton, editor de The Lincolnshire Churches, in the Division of Holland:

La linterna, sin duda, estaba destinada a ser encendida por la noche para ser una referencia en el mar. La iglesia de Todos los Santos en York tiene una linterna muy parecida a la de Boston; «y la tradición nos dice que antiguamente una gran lámpara colgaba en ella, que se encendía en la noche, como una marca para que los viajeros apuntasen, en esta ciudad. Todavía queda el gancho de la polea en el que la lámpara colgaba del campanario».
The lantern, no doubt, was intended to be lighted at night for a sea-mark. The church of All Saints at York has a lantern very much resembling this of Boston; 'and tradition tells us that anciently a large lamp hung in it, which was lighted in the night time, as a mark for travellers to aim at, in this city. There is still the hook of the pulley on which the lamp hung in the steeple.'
 Drake's York, p. 292.

Y Stow nos dice que el campanario tenía cinco linternas; a saber, una en cada esquina, y «Parece que las linternas en la parte superior de este campanario estaban destinadas a ser acristaladas, y las luces en ellas se habrían colocado todas las noches en el invierno; por lo que los viajeros a la ciudad podrían tener una mejor visión de la misma, y no perderse en su camino».
And Stow tells us that the steeple had five lanterns; to wit, one at each corner, and 'It seemeth that the lanterns on the top of this steeple were meant to have been glazed, and lights in them to have been placed nightly in the winter; whereby travellers to the city might have the better sight thereof, and not miss their way.'
 Survey, p. 542.

La torre volvió a ser importante en la Segunda Guerra Mundial, cuando Lincolnshire era conocido como el "Bomber County" (condado de bombarderos) por su proliferación de bases aéreas. Los pilotos británicos y estadounidenses usarían The Stump como señal para guiarlos de regreso a la base. También parece que la Luftwaffe alemana usó la torre como hito, pero la ciudad de Boston sufrió pocos bombardeos.
Cuando se instaló recientemente la iluminación de inundaciones en The Stump, se realizó una gran cantidad de investigación. La iluminación amarilla de la linterna octogonal se instaló especialmente para representar el uso histórico como hito para guiar a los viajeros por tierra y mar.

Detalles del exterior de la torre
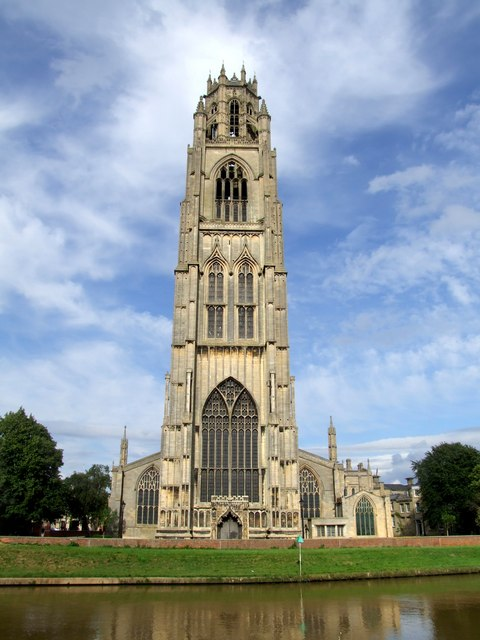
Alzado de la torre
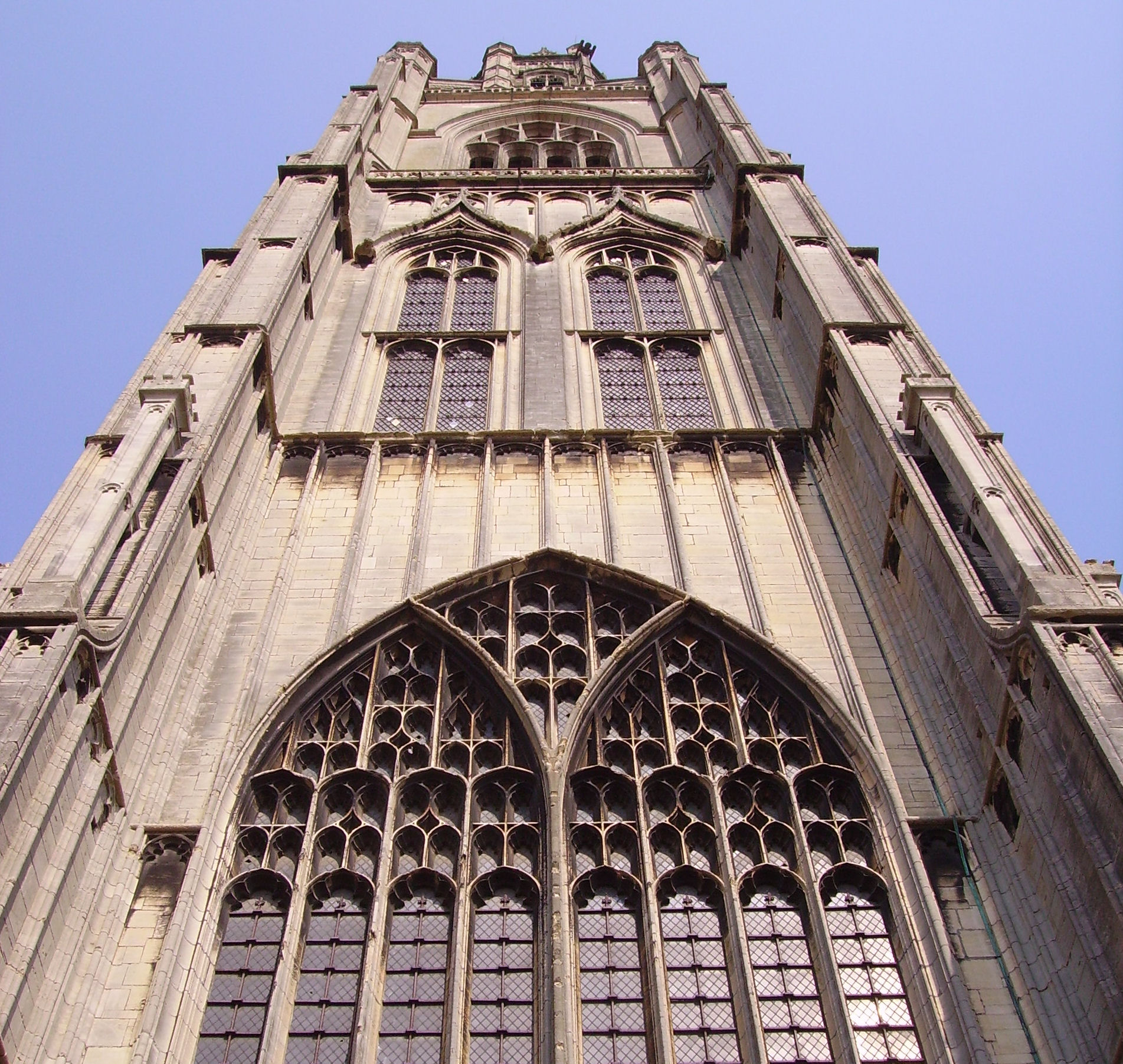
Escorzo de la torre
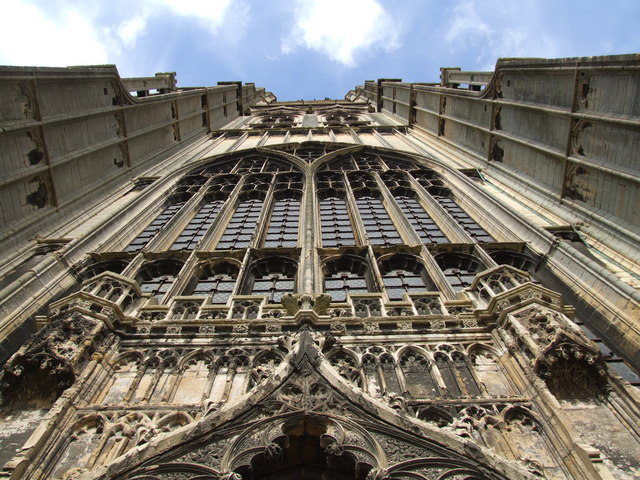
Traceria sobre la puerta occidental
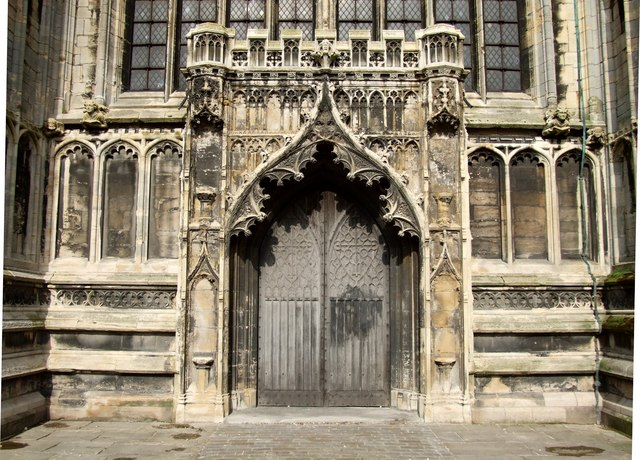
Puerta occidental de la torre
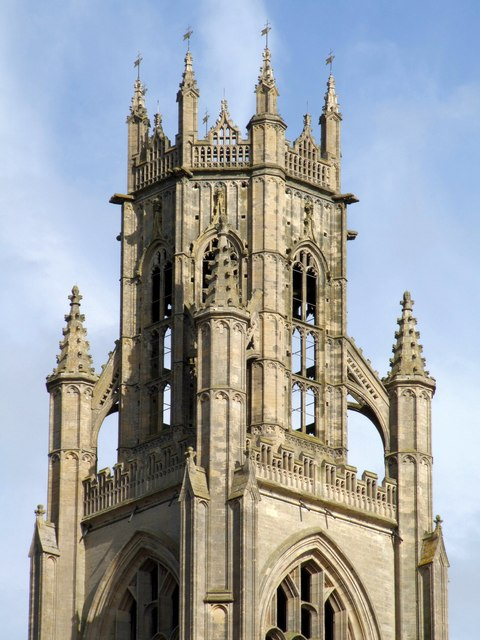
Remate de la torre

### Influencia arquitectónica en el extranjero

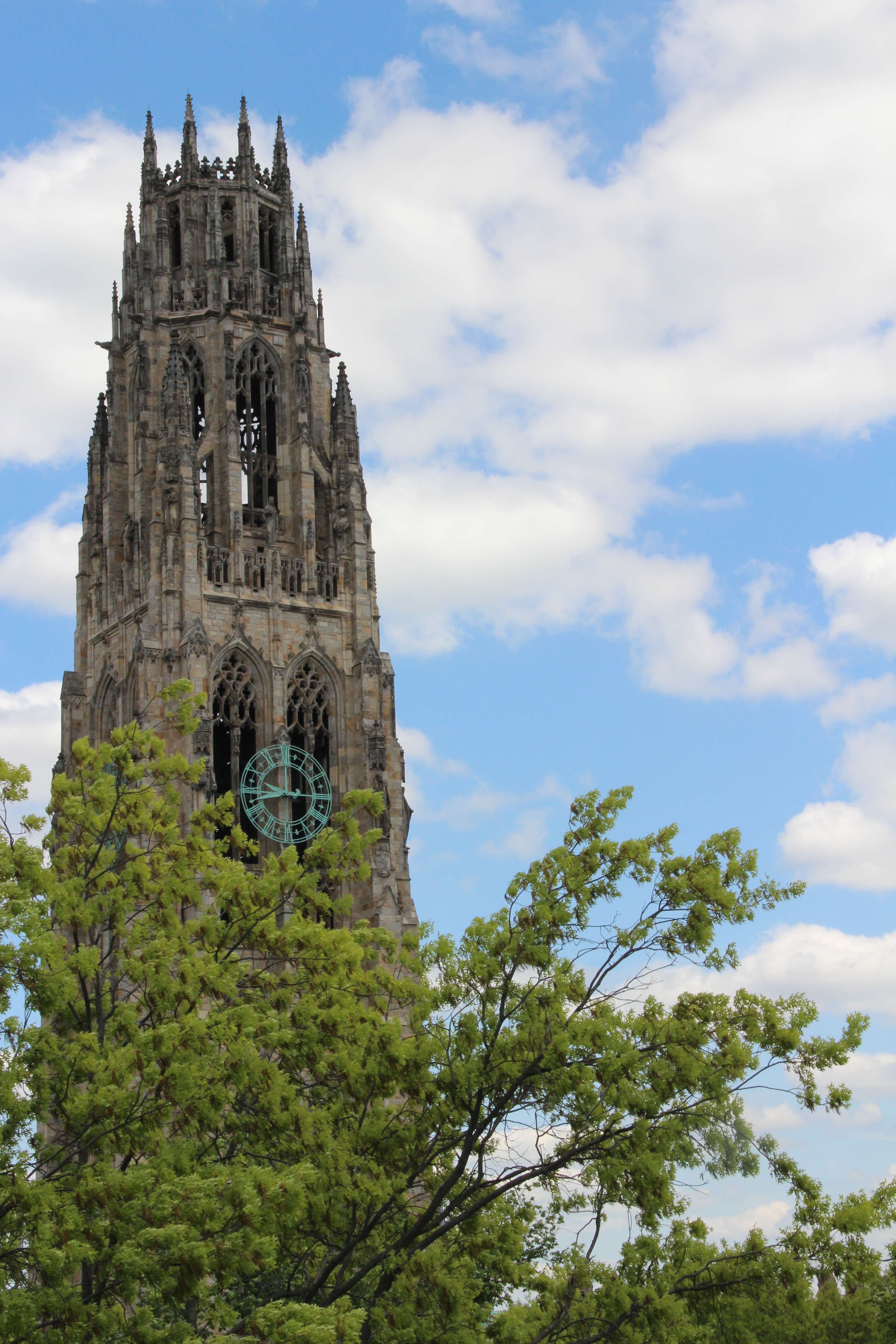
Harkness Tower en la Universidad de Yale

En la década de 1920, la torre truncada inspiró la forma de varias edificaciones durante el resurgimiento de los edificios de estilo neogótico en los Estados Unidos. La aguja de la Harkness Tower en la Universidad de Yale en New Haven, Connecticut (1921) y la iglesia Riverside (1930) en la ciudad de Nueva York fueron los ejemplos más cercanos de la estructura de mampostería original. Rascacielos como la Tribune Tower de Chicago (1925) y el American Radiator Building de Nueva York (1926) también tomaron señales formales. En Boston, Massachusetts, llamada así por la parroquia de San Botulfo, la Universidad de Boston planeó su propio "Boston stump" en forma de la torre Alexander Graham Bell, pero estos planes nunca se realizaron.

## Nombre

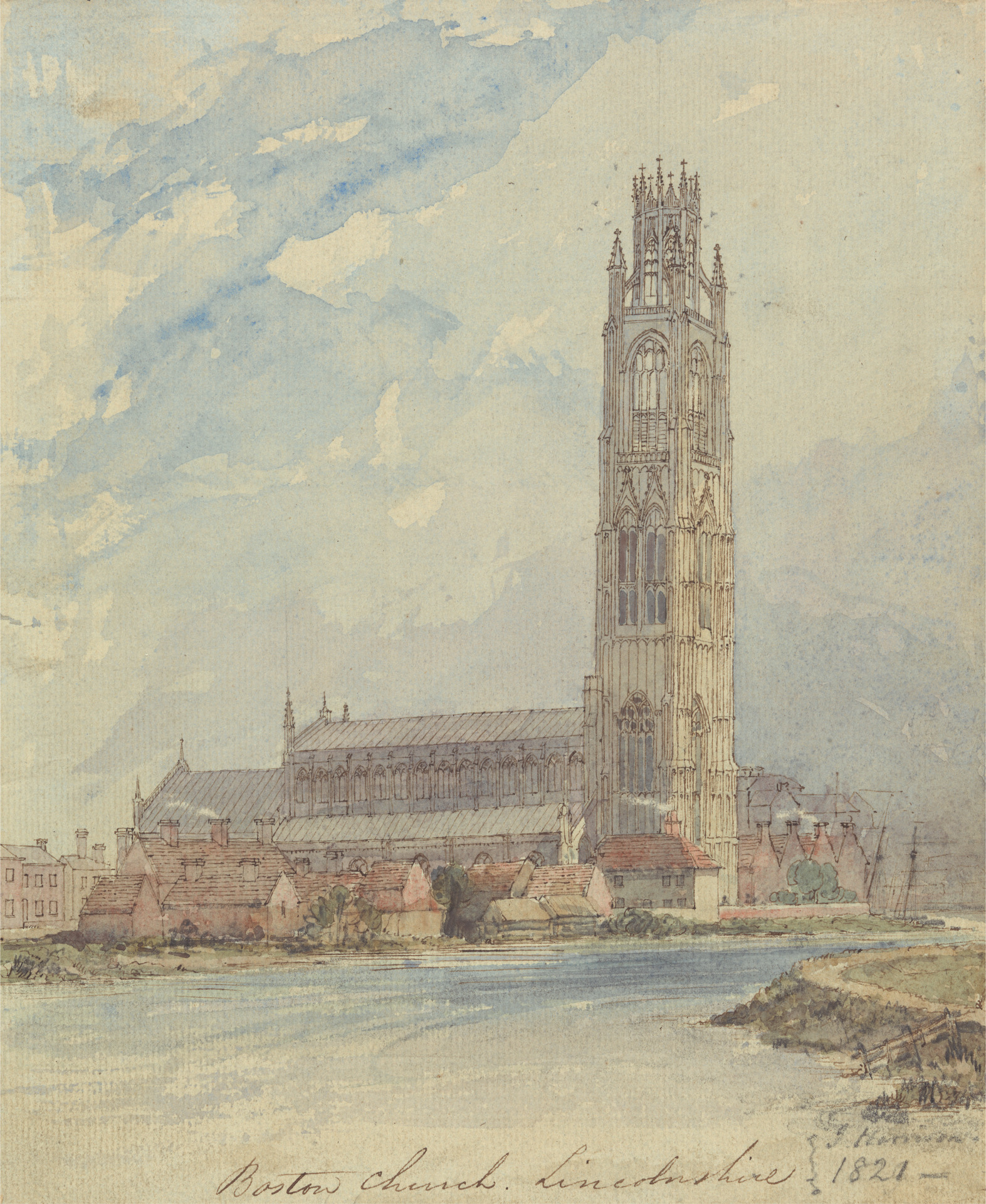
Boston Church, Lincolnshire. Acuarela de James Harrison, 1821. Yale Center for British Art, New Haven, Connecticut.

El título oficial de la iglesia es «St Botolph's Church of the Parish of Boston» (iglesia de San Botolph de la parroquia de Boston), pero es más comúnmente conocida como "Boston Stump", y más simplemente por los lugareños como "the Stump" desde que se completó. El porqué todavía es un tema de debate, ya que hay varias suposiciones sobre el origen de este apodo, que al principio se aplicó a la torre y ahora se usa con frecuencia para describir a toda la iglesia. Lo que es seguro es que las raíces reales se han desvanecido desde hace mucho tiempo.
La primera es que la torre tardó tanto en construirse que se parecía a un tocón (stump) durante la fase de construcción. Sin embargo, setenta años no eran un tiempo particularmente largo para construir una torre de tal altura. Muchas estructuras igualmente altas se construirían hasta su mismo en la misma época durante cientos de años.
En segundo lugar, estaba destinada a completarse con una aguja. Esto parece poco probable, ya que no ha habido una sola torre de linterna registrada en Inglaterra que haya sido coronada con una aguja. Es posible que una aguja originalmente tuviera la intención de descansar en la primera fase de la torre. Se habría parecido más bien a la de la Iglesia de St James, Louth.
La tercera explicación es que lleva el nombre por la apariencia teatral que crea al levantarse de las llanuras que la rodean durante kilómetros. Otras iglesias, incluida la catedral de Ely, también derivan apodos de su apariencia cuando se ven desde the Fens.

## Biblioteca
Como centro de aprendizaje, San Botulfo tenía una biblioteca que se localizaba sobre el porche. La altura de este por encima del nivel del suelo era quizás para proteger los valiosos libros contenidos de las inundaciones, un suceso que era frecuente cuando la iglesia fue construida originalmente.
La biblioteca fue refundada en 1634, como resultado de la visita metropolitana del año anterior. Los libros de ese período fueron en su mayoría donados, con los nombres de los donantes registrados en la hoja de mosca. Un vicario posterior del siglo XVII legó sus libros en la biblioteca, para duplicar su tamaño. Las estanterías datan de 1766. Las indicaciones de las encuadernaciones de los libros muestran que la biblioteca no estaba encadenada, aunque algunos libros se han mantenido en bibliotecas encadenadas. Los catálogos se produjeron antes de que el archidiácono se deshiciera de numerosos libros en 1819.
Hacia 1950 la colección tenía más de 1500 volúmenes. La mayoría de los libros (alrededor de 1200) datan del siglo XVII, pero se imprimieron unos 150 libros antes de 1600, y hay un pequeño número de incunables que datan de 1501 o antes. Se cree que muchos de estos libros fueron un regalo de Anthony Tuckney (1599-1670), quien fue vicario cuando se estableció la biblioteca por primera vez.
Los títulos más notables son un manuscrito del siglo XII, el Comentario del Génesis de san Agustín y una edición de 1542 de las obras de Geoffrey Chaucer. Los libros religiosos de la época de la temprana imprenta incluyen el Book of Common Prayer Libro de Oración Común de 1549, y también una colección de libros del filósofo y teólogo holandés Erasmo, publicados desde 1545 a 1548.
Muchos sermones fueron registrados y guardados en la biblioteca. Algunos considerados de importancia política y religiosa fueron dados por el predicador Robert Sanderson, un monárquico durante la Guerra Civil inglesa. En un momento, sirvió como capellán personal del rey Carlos I. Tales predicadores que combinaron religión con política, proporcionaron un punto de vista único en la mentalidad realista.
Aunque los registros parroquiales de antes de 1900 se trasladaron a Lincoln en 1988 para su custodia, la biblioteca de la parroquia sigue siendo una de las diez más grandes de Inglaterra en la actualidad. Se ha contratado un catalogador dedicado, y la biblioteca se está grabando y restaurando.

## Clima político y sus efectos
La reforma en Inglaterra resultó en una reducción de la catedral como complejo. En su apogeo, la iglesia era más grande de lo que es hoy, incluyendo una serie de edificios adjuntos: la capilla del Corpus Christi, hasta el borde suroeste del porche, y la casa Charnel, en el lado este de la nave frente a la capilla Cotton. Juntas, estas extensiones creaban la forma cruciforme tradicional en el edificio.
Pero en 1612 la iglesia fue dañada por militantes puritanos locales. Ese fue el año en que se instaló el púlpito actual. Su gran estilo y prominencia indican la importancia otorgada a la predica en la época de los Padres peregrinos. Las fuerzas parlamentarias causaron más daño durante la Guerra Civil inglesa. Se dice que usaron la iglesia como su campamento en 1643. Las fuerzas parlamentarias destruyeron algunas vidrieras que encontraron política o religiosamente ofensivas , como sucedió en muchas otras iglesias en Lincolnshire.
John Cotton era un vicario del siglo XVII de Boston. Puritano, era conocido como predicador y atrajo a nuevos miembros a la congregación. Quería cambiar la Iglesia Anglicana desde dentro y simplificar su liturgia y su práctica. Se mudó a Massachusetts en 1633 como líder de los colonos que ya habían emigrado (algunos habían pasado tiempo en los Países Bajos por la libertad religiosa), así como con sus propios seguidores. Jugó un papel decisivo en la fundación y el nombramiento de Boston, Massachusetts. La «Cotton Chapel» en San Botulfo fue nombrada por él. Hubo un tiempo en que se usaba como escuela y luego como estación de bomberos. Fue restaurada en 1857, en la época de la restauración victoriana.

## Restauración de the Stump

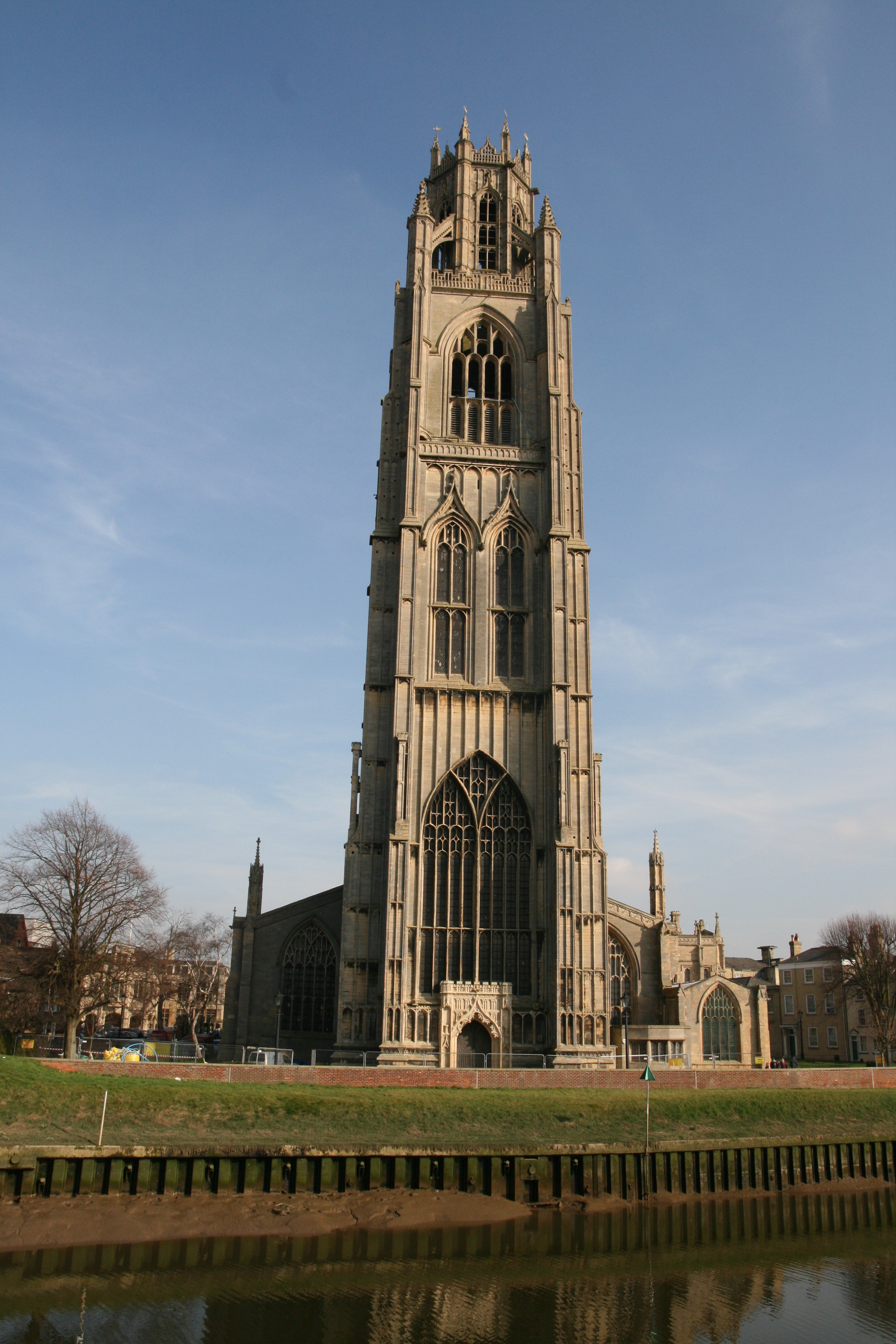
The stump en marzo de 2012

Los primeros trabajos de restauración para reparar los daños de la guerra se llevaron a cabo durante los siglos XVII y XVIII. El órgano, perdido en la reforma, fue reemplazado en 1715.
De 1851 a 1853, se llevaron a cabo importantes tareas de conservación y reparaciones, coincidiendo con la época de la restauración victoriana. El arquitecto de Nottingham, George Place, trabajó en la iglesia como arquitecto principal, bajo la dirección de George Gilbert Scott. Entre los cambios que supervisaron estuvo la eliminación del techo de la torre y la adición de bóvedas de piedra, como se presentaba originalmente en los planes medievales. Place fue el responsable del diseño de la ventana oriental, basada en la de la iglesia de Hawton, y del diseño original de los canopios de los sitiales del coro. Aquí se demostró la alta calidad de la artesanía de fines del siglo XIX y principios del XX, particularmente en la madera tallada y las vidrieras. Augustus Welby Pugin creó la pila bautismal, que data de 1853.
Entre 1929 y 1931, se llevó a cabo un importante proyecto de restauración bajo la supervisión de Sir Charles Nicholson. El trabajo incluyó la sustitución de la cubierta de la nave y la instalación de un nuevo techo plano de madera, y el refuerzo de la torre. Esto implicó la construcción de andamios de madera en toda su altura. Los ciudadanos de [Boston|Boston, Massachusetts]], aportaron un importante apoyo financiero para el trabajo de restauración. El repique de las campanas en la torre se restauró con un nuevo marco de campana, aumentando el número de campanas de ocho a diez. Estas aumentaron nuevamente en 1951 hasta ser  15. Las campanas ahora están instaladas en tres bastidores de cinco, y fueron financiadas por un legado.
Algunos trabajos de restauración comenzaron en 1979 en preparación del 700.º aniversario de la iglesia. Se esperaba que este programa, dirigido por el arquitecto Nicholas Rank, costase en la región unos £ 3 millones. En 2005, se lanzaron The Boston Stump Restoration Trust y ela Development Appeal para llevar a cabo la restauración y el desarrollo de la iglesia de San Botulfo. El proceso de restauración de este hito antiguo se puso en marcha y hasta la fecha (2013) ha incluido la limpieza y conservación de la torre y la puerta Oeste, la limpieza y restauración del presbiterio y de la Capilla Cotton , y la construcción de nuevas instalaciones para los visitantes. Estas últimas fueron inauguradas oficialmente por la princesa Ana, en julio de 2012.

## Eventos
Además de los servicios regulares de adoración, la iglesia celebra eventos regulares de recaudación de fondos y eventos para varias escuelas. Todos los años, la Boston Grammar School celebra la entrega de la Royal Charter a la escuela mediante la celebración de un servicio de Charter Day en la iglesia.
The Restoration Trust también celebra varios conciertos para recaudar fondos. Algunos de los artistas que han actuado en la iglesia fueron Lesley Garrett, la Black Dyke Band, y el Pontarddulais Male Voice Choir. El 26 de junio de 2013, el Boston Stump Restoration Trust celebró su cena anual en la nave de la Iglesia de San Botulfo. En septiembre de 2013, el Restoration Trust celebró un gran concierto de celebridades con los St Botolph's Singers, con Caroline Trutz y el invitado especial, Aled Jones.

## Entorno
Debido a su ubicación en un terreno plano y bajo cerca del mar, la ciudad de Boston siempre ha estado en riesgo de inundaciones. El contrafuerte en la esquina suroeste de la torre se ha utilizado desde el siglo XVIII para mantener un registro de las alturas y fechas de inundación de la iglesia por el río Witham. Las defensas contra las inundaciones mejoraron después de la inundación del mar del Norte de 1953. La iglesia se inundó en 1978 y nuevamente el 5 de diciembre de 2013, cuando la inundación del mar del Norte de 2013 causó que hubiera hasta 0,60 m de agua adentro y 1,2 m fuera del edificio.
Una leyenda popular cuenta que los fuertes vientos que soplan alrededor del the Stump son causados por el aliento del Diablo. Después de una lucha agotadora con san Botulfo, el Diablo respiraba con tanta fuerza que el viento aún no se había calmado.

## Actualidad

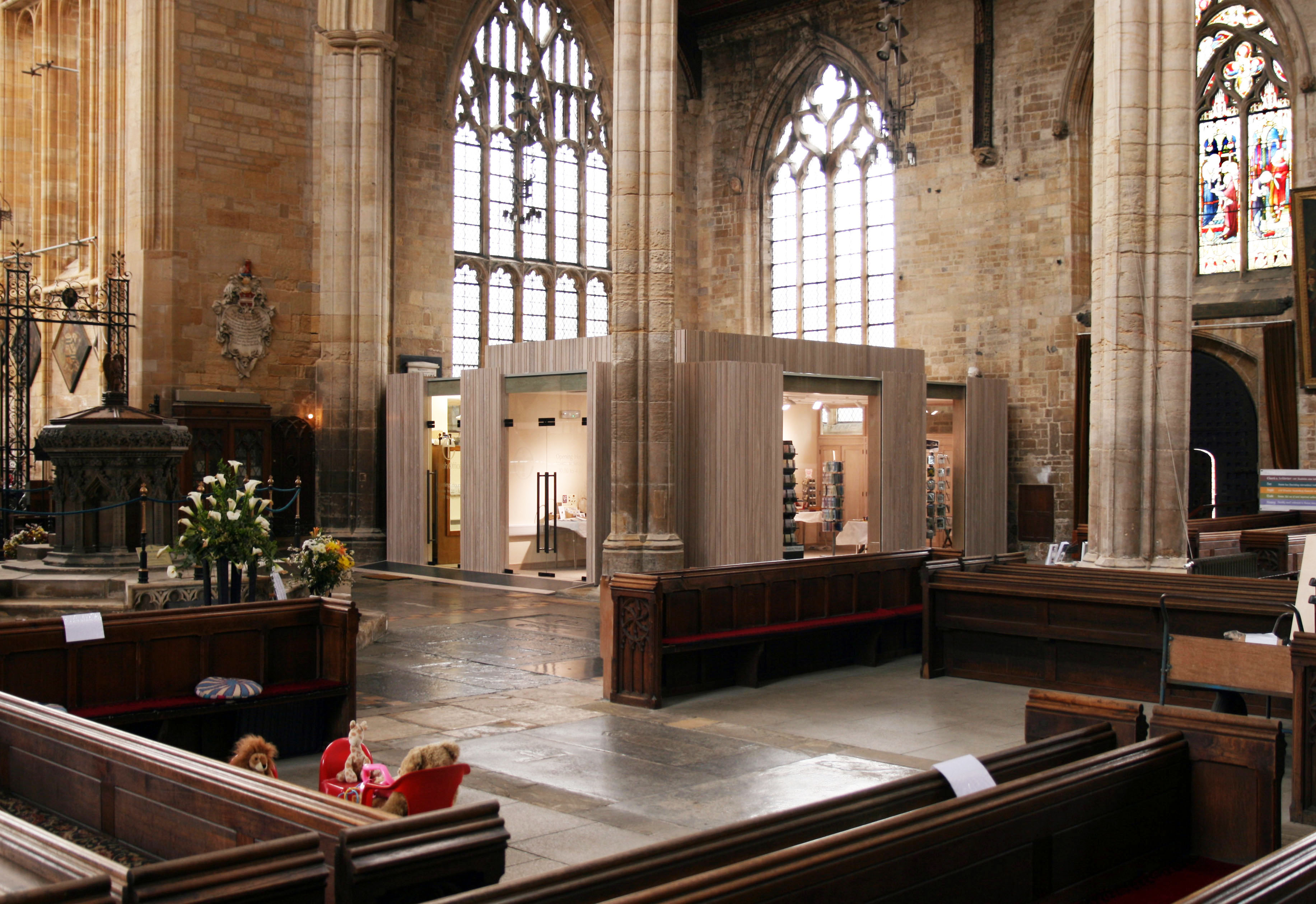
El interior, con librería.

Simon Jenkins, en su libro, England's Thousand Best Churches [Las mil mejores iglesias de Inglaterra], clasifica a St Botolph entre las 18 mejores iglesias del país. El historiador arquitectónico Nikolaus Pevsner la describe como «un gigante entre las iglesias parroquiales inglesas» ("a giant among English parish churches").
Como corresponde al tamaño y a la importancia arquitectónica, San Botulfo es miembro de la Greater Churches Network anglicanas, establecido para el pequeño número de iglesias parroquiales que tienen proporciones similares a las de una catedral sin el título correspondiente.
Se puede ver un modelo 3D completo del Stump en Google Earth.

## Órgano
La iglesia tiene un gran órgano de tres tubos manuales de Harrison y Harrison. Se puede encontrar una especificación del órgano en el «National Pipe Organ Register». En los primeros días de la iglesia, cada uno de los diferentes gremios tenía su propio órgano, pero los gremios fueron suprimidos en 1547 y en 1589 todos los órganos existentes en la iglesia habían sido eliminados.
Posteriormente, la iglesia estuvo sin órgano durante más de un siglo y cuarto durante los días puritanos, hasta que Christian Smith se comprometió a construir uno en 1717. Algunas de los tubos de Smith aún sobreviven en el presente instrumento, pero a lo largo de los años, varios constructores han dejado su huella, a saber, Nicholls, Hill, Bishop, Brindley, Norman & Beard y Henry Willis. La última reconstrucción importante fue en 1940 por Harrison & Harrison de Durham. En 1987, Harrisons llevó a cabo una restauración haciendo algunos pequeños cambios tonales y aprovechando la tecnología moderna de estado sólido para aumentar las prestaciones. En abril de 2007, se llevaron a cabo algunas tareas de mantenimiento y limpieza de rutina, y se mejoró la combinación del sistema de captura de para incluir 64 canales separados. El número de pistones generales se incrementó de tres a ocho. Tiene tres manuales y pedales, con 41 paradas para hablar y 12 acopladores. El accionamiento es electroneumático.
El órgano de cámara es un modelo 'Premier' construido por la firma de Cousans (Lincoln) Ltd en la década de 1960. Se utiliza para interpretaciones corales más íntimas, donde el órgano principal no siempre es apropiado, y con una orquesta, como órgano continuo.

### Lista de organistas
- 1500-1525: John Taverner
- 1640-1716: desconocido
- 1717-1741: John Webber
- 1741-1774: James Allen
- 1774-1820: Robert Lysons
- 1820-1826: Josiah Ferdinand Reddie
- 1827-1832: Thomas Kerfoot
- 1832-1834:desconocido
- 1834-1846: William Binfield
- 1846-1848: William Richard Bexfield
- ca. 1848-1867?: Edward Thirtle
- 1867-1869: Walter Bond Gilbert
- 1869-1875: Daniel Joseph Wood  (más tarde organista de la catedral de Chichester y de la catedral de Exeter)
- 1876-1919: George Herbert Gregory[9] (anteriormente organista de la iglesia parroquial de St Editha, Tamworth)
- 1910 : Alan James Derrick (acting organist)[10]
- 1919-1927: Gordon Archbold Slater  (más tarde organista de la catedral de Lincoln)
- 1927-1951: Joseph Bernard Jackson
- 1951-1957: Philip Marshall  (lmás tarde organista de la catedral de Lincoln)
- 1957-1997: David Arthur Wright
- 1997–2010: David Wright
- 2002-2013: David Shepherd
- 2010 - mayo de 2015: Marc Murray
- 2017 -: John Lyon
- 2016 - julio de 2018: George Ford

Directores de Música:
- 1997-1999: Gary Sieling
- 1999-2002: Eric Wayman
- 2002-2006: John Lyon
- 2006-2009: Eric Wayman
- 2010 - mayo de 2015: Marc Murray
- 2016 - julio de 2018: George Ford